# SC相模原
SC相模原（エスシーさがみはら、英: SC Sagamihara）は、日本の神奈川県相模原市、海老名市、座間市、綾瀬市、愛川町をホームタウンとする、日本プロサッカーリーグ（Jリーグ）に加盟するプロサッカークラブ。

## 概要
2008年2月に元サッカー日本代表の望月重良が中心となり創設、同年3月に運営会社（株式会社スポーツクラブ相模原）を設立。2010年2月16日にJリーグ準加盟クラブとして承認され、2014年よりJリーグに入会した。
ホームタウンは創設当初は相模原市であったが、2018年2月に座間市、10月に綾瀬市と愛川町が追加されている。
ホームスタジアムは相模原麻溝公園競技場（相模原ギオンスタジアム）、練習場は綾瀬市の綾瀬スポーツ公園多目的広場および相模原市南区のノジマフットボールパークである。また、公式ではないが、相模原市中央区の相模原スポーツ・レクリエーションパーク、横山公園人工芝グラウンドやふそうフットサルフィールド相模原上溝、相模原市南区の相模原麻溝公園第二競技場（相模原ギオンフィールド）でも練習を行う場合がある。
相模原市をホームタウンとするスポーツチームとして、他にアメリカンフットボールのノジマ相模原ライズ、ラグビーの三菱重工相模原ダイナボアーズ、女子サッカーのノジマステラ神奈川相模原、自転車ロードレースのJCL TEAM UKYOがあり、連携事業も行っている。特にノジマ相模原ライズとノジマステラ神奈川相模原とは練習場（ノジマフットボールパーク）を共用している。
チームマスコットは、ダチョウをイメージしたガミティ（正確にはマスコットではなく「社員」の扱い）。

## 歴史

### 2008年 - 2010年（神奈川県リーグ）
2008年
神奈川県社会人サッカーリーグ3部から活動を開始。同年の第15回全国クラブチームサッカー選手権大会で優勝した。12月には第10回相模原市サッカー協会長杯争奪大会決勝で、関東大学リーグ2部所属の青山学院大学に0-2で敗戦。公式戦初黒星を喫し、チーム誕生以来の公式戦の連勝は「21」でストップ。
2009年
第28回神奈川県社会人サッカー選手権大会1次トーナメント（2部昇格トーナメント）にて県リーグ2部への昇格を決めた後、決勝トーナメントで優勝。
7月、第45回全国社会人サッカー選手権大会関東代表決定戦でYS横浜に敗戦。翌週には第14回神奈川県サッカー選手権大会（天皇杯県予選）決勝トーナメント1回戦で桐蔭横浜大学に敗戦。
第16回全国クラブチーム選手権大会は関東大会で2年連続優勝を果たすも、全国社会人サッカー連盟より全国大会への出場を不認可とされる。
神奈川県リーグ2部は、11戦全勝、1試合平均7.5得点の成績でリーグ優勝。県リーグ1部昇格を決めた。
12月、第11回相模原市サッカー協会長杯決勝で、青山学院大学とPK戦の末、2年連続で敗れた。
2010年
2月16日、都道府県リーグ所属のチームとして初めてJリーグ準加盟クラブとして承認された。
第29回神奈川県社会人サッカー選手権大会にて優勝、同大会連覇。
第15回神奈川県サッカー選手権大会（天皇杯県予選）では、横浜商科大学戦で チーム最高得点となる「25-1」のスコアで勝利したが、決勝でYS横浜に敗れる。
9月9日、日本サッカー協会より、ザスパ草津以来2例目となる「Jリーグ加盟を標榜するクラブに対する優遇措置」を適用することを認められ、第34回全国地域サッカーリーグ決勝大会への出場が決定。
第46回全国社会人サッカー選手権大会は3位に入賞したが、第34回全国地域サッカーリーグ決勝大会は1次ラウンドでグループ2位の成績で敗退した。
神奈川県リーグ1部で優勝。関東社会人サッカー大会で準優勝。関東サッカーリーグ2部6位のSGシステムに入れ替え戦で勝利し、関東リーグ2部昇格を果たした。

### 2011年 - 2012年（関東リーグ）
2011年
FC岐阜やFC町田ゼルビア元監督の戸塚哲也が監督に就任。しかし関東リーグ2部で1勝1分2敗の5位と成績が低迷したため、5月に戸塚を解任し、6月に代表の望月が監督を兼任。その後、7連勝を挙げるなどでリーグ優勝し、関東リーグ1部への昇格を決めた。なお、第16回神奈川県サッカー選手権大会は、1回戦で産業能率大学にPK戦で敗退。
第47回全国社会人サッカー選手権大会で準優勝。第4回KSL市原カップは1次ラウンド敗退。第35回全国地域サッカーリーグ決勝大会は決勝ラウンドで3戦全敗の4位に終わった。
2012年
チームスローガン ：「ともに育ち、ともに戦う」
2月12日、元神奈川大学サッカー部監督の木村哲昌が監督に就任。
関東リーグ1部は、15勝2分1敗の成績で優勝。第17回神奈川県サッカー選手権大会（天皇杯県予選）は準決勝で横浜猛蹴FCに敗退。第5回KSL市原カップで準優勝。第36回全国地域サッカーリーグ決勝大会で優勝した。12月16日、日本フットボールリーグ（JFL）理事会でJFL入会が承認された。

### 2013年（JFL）
チームスローガン ：「ツナグ」
木村体制2年目。宮川大輔、鈴木祐輔、古賀誠史が引退し、ファビオが横浜FM、吉岡航平が盛岡、中川勇人がカセサート（タイ）にそれぞれ移籍。一方、SAGAWA SHIGA FCから森田耕一郎・吉村修平・御給匠、栃木ウーヴァFCから田村仁崇、MIOびわこ滋賀から桝田雄太郎、ブラジルからホニ・ソウザとウイリアンス、ルーキーでは安藝正俊と鈴木翼が加入した。
JFLリーグ戦は18勝7分9敗の勝点61で18チーム中3位の成績を収めた。シーズン中にホニ・ソウザとウイリアンスが退団し、ブラジル人のウェズレイが加入。第18回神奈川県サッカー選手権大会（天皇杯県予選）は、初戦で専修大学に敗れた。
なお、11月19日に日本プロサッカーリーグの理事会でJリーグへの入会と、2014年のJ3リーグ参加が承認された。

### 2014年 - 2020年（J3）
2014年
チームスローガン ：「闘走」
木村体制3年目。森田耕一郎および小澤雄希が讃岐へ、橋本真人および斎藤広野が盛岡へ、吉村修平および御給匠がFC大阪へ移籍、渡辺彰宏が引退（アカデミーコーチに就任）、森谷佳祐が退団した一方、藤吉皆二朗（横河武蔵野）、フェアー・モービー（ポートランド・ティンバーズ）、寺田洋介（琉球）、大森啓生（秋田）、三幸秀稔（甲府）、乾達朗（ウォリアーズFC）の6名が完全移籍により入団。さらに、森本良（横浜FC）、阿波加俊太、神田夢実（いずれも札幌）の3名がレンタル移籍により入団した。また、服部康平（国士舘大学）が入団した。3月21日、元日本代表FW高原直泰（東京V）がレンタル移籍で加入した。8月に元ブラジル代表MFトロが加入した。
J3リーグ戦は12チーム中6位の成績。第19回神奈川県サッカー選手権大会（天皇杯県予選）は、初戦で神奈川大学に敗退した。シーズン終了後に木村が監督を退任した。
2015年
チームスローガン ：「一丸突進」
前佐川印刷京都監督の辛島啓珠が監督に就任。新戦力として横浜FCユース出身の黒木晃賢が加入した。1月19日、高原直泰を完全移籍で獲得。第20回神奈川県サッカー選手権大会（天皇杯県予選）は、初戦で専修大学に敗れた。11月2日をもって辛島が辞任し、松原良香が監督に就任した。最終成績は4位。シーズン終了後に松原が監督を退任、高原らが退団した。
2016年
チームスローガン ：「MOVE」
前FC琉球監督の薩川了洋が監督に就任。元日本代表GK川口能活がFC岐阜より完全移籍で加入。8月に薩川が監督を辞任し強化部に異動、後任に安永聡太郎が就任。リーグ戦は11位に終わった。シーズン終了後、深井正樹、石川大徳、近藤祐介などが引退した他、9名が退団した。
2017年
チームスローガン ：「禅足緑」
安永体制2年目。岐阜から岡根直哉、金沢から辻尾真二、福島から梅井大輝、大分から千明聖典、岡山から久保裕一、水戸から麦倉捺木、元ファジアーノ岡山ネクストの寄特直人、北信越1部・サウルコス福井から山口聖矢が完全移籍で加入した。シーズン中には群馬から岩田拓也がレンタルで加入、ドイツ・オーバーリーガのFV 07ディーフレンから松木政也、オーストリア・エアステリーガのSVホルンから新井瑞希が完全移籍で加入した。リーグ戦は12位に終わり、シーズン終了後に安永が監督を退任。また、岩田拓也のレンタル移籍期間満了、岡根直哉が沖縄SVへ移籍するなど9名が退団した。
2018年
チームスローガン ：「Grow up!」
新監督に前水戸監督の西ヶ谷隆之が就任。町田から谷澤達也、富山から北井佑季、鹿児島から丹羽竜平、大分から大津耀誠、新潟から成岡翔、関東1部・栃木ウーヴァFCから加納錬、Kリーグ・大邱FCから金炫成が完全移籍で加入した。
開幕から4試合未勝利（第3節は雪のため延期）で、第4、5節には最下位となる。続く4試合を3勝1分としながらも、続く第11節から3連敗など出入りが激しく、夏の中断前の第19節終了時には6勝5分6敗、勝点23の9位となる。後半戦再開から2連敗、第3節振替試合で勝利の後さらに4連敗し14位まで順位を落とすが、最終8節を5勝1分2敗で乗り切り、通算12勝6分14敗の勝点42で9位となった。シーズン終了後に川口能活が現役を引退した。
2019年
チームスローガン ：「変革」
前岡山ヘッドコーチで、新潟や長野で監督を務めた三浦文丈が監督就任。札幌から元日本代表MF稲本潤一が完全移籍した。リーグ戦は上位争いに出ることも無く過去最低の15位に終わった。天皇杯予選は決勝で桐蔭横浜大学に敗れた。
2020年
チームスローガン ：「変革2020」
三浦体制2年目。開幕から5戦負けなし（2勝3分）の後、4試合で3敗し10位まで順位を下げ、前半戦終了時点では2位熊本と勝点差12の8位に沈む。しかし第17節鳥取戦からの5連勝で4位浮上、第24節終了時点で3位浮上した。その後も昇格争いを展開しながら迎えた最終節今治戦に2-1で勝利、2位長野が敗れたことにより逆転で2位に入り、2021年のJ2リーグ昇格が決まった。結局、第16節から19戦無敗（10勝9分）のままシーズンを終えた。

### 2021年（J2）
チームスローガン ：「変革2021」
三浦体制3年目。千明聖典が引退し、富澤清太郎が東京V、鹿沼直生が磐田、ビクトルが山形に完全移籍するなど、13選手が退団。一方、横浜FCから竹重安希彦、磐田から石田崚真など9人が完全移籍で加入。G大阪から芝本蓮、C大阪から舩木翔、柏から鎌田次郎が期限付き移籍で加入した。
4月にはDeNAが運営会社の株式19％を取得、経営に参画することとなった。
8月26日、Jリーグ理事会にて海老名市のホームタウン追加が承認された。
リーグ戦は開幕から2分1敗の後、第4節大宮戦でJ2リーグ初勝利を挙げ一旦12位まで順位を上げたものの、直後に5試合勝利なし（2分3敗）で21位まで順位を下げる。第10節千葉戦でアウェー初勝利を挙げ再度降格圏を脱したものの、再度5戦勝利なし（1分4敗）で第15節終了時点で最下位に転落、第16節山形戦に敗れ3連敗かつ6戦勝利なしとなった翌日の5月31日に三浦を監督から解任、翌6月1日、後任に前大宮監督の高木琢也が就任することが発表された。第30節、第40節の各勝利後には一旦18位まで浮上したものの、それ以外はJ3降格圏である19位以下に低迷したままシーズンが進み、勝てば残留の可能性もあった最終節東京V戦も0-3で敗れ19位が確定。J3でJ2ライセンスを持たない宮崎が2位以内に入れば残留の可能性もあったが、熊本と岩手の2クラブが1位2位でJ2昇格となったため、相模原の1年でのJ3降格が決まった。J3からJ2昇格し1シーズンでJ3に降格するのは、2019年の鹿児島に続き史上2クラブ目となった。

### 2022年 -（J3）
2022年
監督の高木琢也が契約更新し続投。三浦基瑛が金沢、星広太が鹿児島に完全移籍するなど、引退と期限付き移籍元クラブへの復帰も合わせて20人がチームを去った。一方、岐阜から中島賢星、千葉から船山貴之など15人が新たに加入した。
開幕から3試合で2勝1敗の6位だったが、第4節から3連敗した後、チーム内における新型コロナウイルス感染拡大により第7、8節の2試合を延期、第9節も敗れ4連敗となった後、延期された第7節最下位YS横浜戦に0-0で引き分け、この時点で暫定15位に低迷、翌5月20日、成績不振を理由に監督の高木が解任となったほか、ヘッドコーチの武石康平も辞任した。5月23日、薩川了洋が新監督に就任。第11、12節とシーズン初の連勝で13位まで上昇したが直後に5試合勝利なしとなり、前半戦最後の試合である第17節で首位鹿児島に1-0で勝利したものの、後半戦最初から6試合勝利なしと低迷を脱することなく、第25節で1人退場者を出した藤枝に0-1で敗れ、同節終了時点で9試合を残しJ2復帰の可能性が数字上も消滅、同節からの5連敗で順位を17位まで下げた。第32節では北九州に1-3で敗れ、ついに最下位へ転落、そのまま最下位でシーズンを終えた。
10月26日、DeNAが運営会社の株式74.2%を2023年2月1日に追加取得することを発表した。これにより、同社は既に取得している株式と合わせて93.2%を保有し、Jリーグに本格参入することになる。創業者の望月は取締役は退任するが、創業者兼フェローとして引き続きチームの支援に携わる。なお、クラブ名は変更しないことを明らかにしている。
2023年
薩川が前年を以て監督を退任、後任には元日本代表で地元相模原市出身の戸田和幸が就任した。渡部大輔・藤本淳吾・水本裕貴・鎌田次郎らの引退や船山貴之のラインメール青森FCへの完全移籍など、期限付き移籍元クラブへの復帰も合わせて24人がチームを去った。一方で、岡山からデューク・カルロス、VONDS市原FCから金城ジャスティン俊樹ら若手を中心に12人を獲得、大卒選手も10人が入団するなど、大きく若返りを図った。
第2節ホーム福島戦の勝利で9位となったのがシーズン唯一の1桁順位で、直後の第3節アウェー松本戦の敗戦から15試合連続勝利なし（7分8敗）となり、第8節終了時点でJFL降格圏の19位、第15節終了時点で最下位の20位に転落、第18節ホーム奈良戦で16試合ぶりの勝利を挙げたものの、前半戦終了時点で勝点14、残留圏内の18位福島と勝点差5だった。しかし後半戦に入り第23節YS横浜戦からの3連勝で最下位を脱すると、安藤翼が後半戦先発出場した2試合を除き全て途中出場ながら8得点を決めるなど活躍をみせたもあり、シーズン2度目の2連勝となった第35節FC大阪戦終了時点でJ3残留圏の18位に浮上、最終3節は2分1敗と勝利こそなかったものの18位でシーズンを終えた。
2024年
戸田体制2年目。開幕から5戦負けなし、第10節から6戦負けなしなど、第15節終了時には3位となっていたが、第16、17節とシーズン初のリーグ戦連敗 を記録し9位に順位を下げた直後の6月18日付で戸田監督を解任、高橋健二が暫定的に指揮を執ることとなる。6月26日、後任の監督に、前タイU-20代表監督兼ブリーラム・ユナイテッドU-20監督のシュタルフ悠紀が就任。
初参加となったYBCルヴァンカップは、1回戦群馬に延長戦の末1-4で敗退。2年連続本大会出場となった天皇杯は、2回戦山形に2-3で敗退。
第18節松本戦から5試合負けなしで、第21節終了時には2位今治と勝点差1の3位まで浮上するも、その後3連敗を含む5試合勝利なしで11位まで順位を下げ、直後に2連勝で6位浮上したものの直後の3連敗で12位まで低下、再び2連勝で6位と勝点で並び得失点差で7位となったもののそこから1分2敗、11月15日第37節アウェーFC大阪戦に1-0で敗れた時点で年間7位以下が確定、3シーズン連続でJ2復帰を逃した。
2025年
シュタルフ体制2年目。天皇杯では3回戦で川崎にPK戦の末勝利しクラブ初のベスト16進出。続く4回戦では秋田に延長後半で逆転し、クラブ初・J3リーグ初のベスト8進出を決めた。

## タイトル

### リーグ戦
- 関東サッカーリーグ1部：1回
  - 2012年
- 関東サッカーリーグ2部：1回
  - 2011年

### カップ戦
- 全国地域サッカーリーグ決勝大会：1回
  - 2012年
- 全国クラブチームサッカー選手権大会：1回
  - 2008年
- 神奈川県社会人サッカー選手権大会：2回
  - 2009年、2010年

### 個人
- 日本フットボールリーグ
  - ベストイレブン
    - 2013年：佐野裕哉
- 関東サッカーリーグ1部
  - ベストイレブン
    - 2012年：佐藤健、工藤祐生、天野恒太、佐野裕哉、曽我部慶太、鈴木将也
- 関東サッカーリーグ2部
  - ベストイレブン
    - 2011年：金沢大将、工藤祐生、坂井洋平

### その他表彰
- J3フェアプレー賞：1回
  - 2023年

## 新スタジアム計画
相模原麻溝公園競技場（相模原ギオンスタジアム）をホームスタジアムとしているが、椅子席がJ2ライセンス基準の1万人に満たず（2018年までは照明設備も設けられていなかった）、J2クラブライセンスを取得できない状況が続いていた。また、同スタジアムが唯一の（有料試合を開催可能な）スタジアムであり、これをラグビー・アメリカンフットボール・男女サッカーで共用している状況であった。
SC相模原の運営会社は2019年8月19日、2014年に一部返還された在日アメリカ陸軍相模総合補給廠跡地（中央区、JR相模原駅北口）を候補地とした新しいスタジアムの建設構想を検討していると発表した。具体的には同市内を本拠地とする球技4チームが共用することを念頭に、スポーツ庁が行う「スタジアム・アリーナ改革推進事業（先進事例形成支援）」の委託先に上記4クラブが委託されることになったことを受けたもので、球技専用スタジアムを想定している。2019年12月には、上記4クラブの選手・関係者が同市内で署名活動を開始した。
なお、SC相模原は2021年のクラブライセンス申請に当たってこのスタジアム計画を元に「施設基準の例外規定（5年以内のスタジアムの新設）」適用申請を提出しており、これが認められてJ2ライセンスを取得することが出来た。なおSC相模原はこの年J2に昇格したため規定により2023年の6月（24年のクラブライセンス申請時）までに場所・予算・整備内容を備えた具体的計画を提示する必要があったが、2020年と2021年に新型コロナウイルスの影響があったものと見做し、猶予期間が2025年6月まで延長となった。
2025年の猶予期間の期限が迫る中、相模原市が補給廠跡地での建設条件とする民設民営を前提とした提案募集に対してSC相模原を含むどの企業からも民設民営での応募がなかったことから、相模原市が策定した相模総合補給廠跡地に関する土地利用計画において、スタジアムの計画は盛り込まれなかった。また、相模総合補給廠跡地以外の相模原市案に対するクラブの関心もなかったことから、相模原市内でのスタジアム計画は消滅した。クラブは相模原市に対してJリーグへの整備計画提出期限となる2025年6月30日の17時9分に海老名市への移転を通知し、Jリーグに対して海老名市内にJ1基準の15,000人以上を収容できる多目的スタジアム整備計画と、この計画に基づく2026年以降のJ2クラブライセンス交付を申請、審査が進められている。なお、海老名市の内野優市長はSC相模原が同市へ移転する際の新スタジアムについて市の負担は行わない旨を表明しており、相模原市と同様のスキームを求めている。

## 下部組織
- SC相模原セカンド（2020年を以て解散）
- SC相模原U-21
- SC相模原U-18
- SC相模原U-15
- SC相模原U-12
- SC相模原U-11
- SC相模原スクール

## ユニフォーム

### クラブカラー
- 緑

### エンブレム
- エンブレムを形どる六角形は、相模原市の特徴である工業を支えるボルトをモチーフにしたものである。
- エンブレムの5つの星（★）は、相模原市と2007年に相模原市と合併した津久井郡4町（城山町・津久井町・相模湖町・藤野町）を示している[32]。

### ユニフォームスポンサー
| 掲出箇所   | スポンサー名       | 表記   | 掲出年   | 備考                                      |
| 胸         | ギオン             | ギオン | 2010年 - | 2015年は「50th anniversary ギオン」表記   |
| 鎖骨       | なし               | -      | -        |                                           |
| 背中上部   | ディー・エヌ・エー | :DeNA  | 2023年 - | 2021年5月 - 同年12月は鎖骨右側 2022年は袖 |
| 背中下部   | なし               | -      | -        |                                           |
| 袖         | なし               | -      | -        |                                           |
| パンツ前面 | 新光ネームプレート | Shinko | 2023年 - | 2019年 - 2022年は鎖骨左側                 |
| パンツ背面 | なし               | -      | -        |                                           |

### ユニフォームサプライヤーの遍歴
- 2008年 - 2023年：ゴル
- 2024年[33] - ：アンブロ

### 歴代ユニフォーム
| FP 1st |        |      |      |      |
| 2014   | 2015   | 2016 | 2017 | 2018 |
| 2019   | 2020   | 2021 | 2022 | 2023 |
| 2024   | 2025 - |      |      |      |
|        |        |      |      |      |

| FP 2nd |        |      |      |      |
| 2014   | 2015   | 2016 | 2017 | 2018 |
| 2019   | 2020   | 2021 | 2022 | 2023 |
| 2024   | 2025 - |      |      |      |
|        |        |      |      |      |

### 歴代ユニフォームスポンサー表記
| 年度 | 箇所                    | 箇所   | 箇所                                                           | 箇所         | 箇所                     | 箇所                                                         | 箇所                                   | 箇所       | サプライヤー |
| 年度 | 胸                      | 鎖骨左 | 鎖骨右                                                         | 背中上部     | 背中下部                 | 袖                                                           | パンツ前面                             | パンツ背面 | サプライヤー |
| 2008 | 協同商店                | 解禁前 | 解禁前                                                         | 相模化学金属 | 解禁前                   | 不動産投資 の 王道                                           | D+STYLE トータルハウジング久野         | 解禁前     | gol.         |
| 2009 | 協同商店                | 解禁前 | 解禁前                                                         | 相模化学金属 | 解禁前                   | 不動産投資 の 王道 / SHO-TOKU. CO.,LTD physical distribution | D+STYLE トータルハウジング久野 / K.D.S | 解禁前     | gol.         |
| 2010 | ギオン                  | 解禁前 | 解禁前                                                         | 北辰企業     | 解禁前                   | MUSEE PLATINUM ミュゼプラチナム                              | K.D.S                                  | 解禁前     | gol.         |
| 2011 | ギオン                  | 解禁前 | 解禁前                                                         | 北辰企業     | 解禁前                   | KYB                                                          | K.D.S                                  | 解禁前     | gol.         |
| 2012 | ギオン                  | 解禁前 | 解禁前                                                         | 住宅情報館   | 解禁前                   | KYB                                                          | - / K.D.S                              | 解禁前     | gol.         |
| 2013 | ギオン                  | 解禁前 | 解禁前                                                         | 住宅情報館   | 解禁前                   | GMR                                                          | K.D.S                                  | 解禁前     | gol.         |
| 2014 | ギオン                  | 解禁前 | 解禁前                                                         | 住宅情報館   | 解禁前                   | KYB                                                          | K.D.S                                  | 解禁前     | gol.         |
| 2015 | 50th anniversary ギオン | 解禁前 | 解禁前                                                         | 住宅情報館   | 解禁前                   | KYB                                                          | K.D.S                                  | 解禁前     | gol.         |
| 2016 | ギオン                  | 解禁前 | 解禁前                                                         | 住宅情報館   | KYB                      | （アクセスチケットのロゴ）                                   | J:COM                                  | 解禁前     | gol.         |
| 2017 | ギオン                  | 解禁前 | 解禁前                                                         | 住宅情報館   | -                        | （アクセスチケットのロゴ）                                   | J:COM                                  | 解禁前     | gol.         |
| 2018 | ギオン                  | -      | KYB                                                            | 住宅情報館   | -                        | （アクセスチケットのロゴ）                                   | J:COM                                  | 解禁前     | gol.         |
| 2019 | ギオン                  | Shinko | クロニクル                                                     | 住宅情報館   | 神奈川トヨタ             | （アクセスチケットのロゴ）                                   | J:COM                                  | 解禁前     | gol.         |
| 2020 | ギオン                  | Shinko | 株式会社インディペンデントインキュベータ INDEPENDENT INCUBATOR | 住宅情報館   | トヨタ モビリティ神奈川  | （アクセスチケットのロゴ）                                   | FUNAI                                  | -          | gol.         |
| 2021 | ギオン                  | Shinko | - / :DeNA                                                      | 住宅情報館   | トヨタ モビリティ 神奈川 | -                                                            | FUNAI                                  | -          | gol.         |
| 2022 | ギオン                  | Shinko | -                                                              | -            | トヨタ モビリティ 神奈川 | :DeNA                                                        | -                                      | -          | gol.         |
| 2023 | ギオン                  | -      | -                                                              | :DeNA        | -                        | -                                                            | Shinko                                 | -          | gol.         |

## 関連番組
- ～Players～Forza SC相模原

J:COM 相模原・大和チャンネル

## その他

### スタジアムDJ
- ケチャップ（2013年 - ）
- ＭＣテディ（2013年 - ）
- 福田悠（2022年 - ）

### 応援マネージャー
- 2013年
  - 吉川綾乃（南葛シューターズ[34][35]）
  - 阪本麻美（南葛シューターズ）

### 背番号11
JFLに参入した2013年から2022年まで、背番号11は空き番号となっていた。これは、代表である望月の「自分ができることとして、世話になった三浦知良がサッカーをずっと続けられる環境を用意したい」という意向によるものであり、実際に三浦も毎年オファーを受けていることを認めている。2023年はデューク・カルロスが着用している。